# Коюкук (река)
Ко́юкук или Ко́юку́к (англ. Koyukuk River) — река в центральной части штата Аляска, США. Является одним из главных притоков Юкона. Длина реки составляет около 885 км.

## Этимология названия
Название реки происходит от названия коюконов — атабаскского народа, проживающего на Аляске.

## География и гидрография

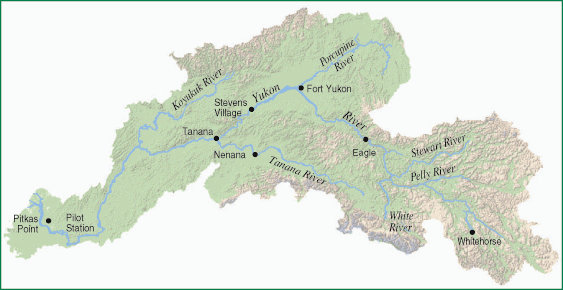
Схема бассейна реки Юкон

Исток реки находится в горах Эндикотт самого северного хребта Скалистых гор — хребта Брукса. Хребет является водоразделом — реки южного склона входят в бассейн реки Юкон. Площадь бассейна составляет 82 880 км². Расход воды равен 404 м³/с. Река берёт начало севернее Полярного круга в виде нескольких верховий. Северная составляющая реки протекает через национальный парк и заповедник Гейтс-оф-те-Арктик. Соединившись в один поток, река течёт в юго-западном направлении. После города Беттлс протекает среди лесов канадской ели, озёр и болот. Впадает в Юкон севернее города Коюкук. Пойма в месте слияния Коюкук с Юконом располагается на территории национального резервата Коюкук. Над рекой проходит Трансаляскинский нефтепровод.

## Исторические сведения
Зимой 1842 года нижнее течение реки было обследовано русским морским офицером Л. Загоскиным.
В 1885 году река была исследована американцами лейтенантом Генри Алленом и рядовым Фредом Фиккетом. Обнаруженное в 1893 году на среднем верховье Коюкук золото привело в 1898 году к золотой лихорадке. В верховьях были построены лагеря искателей, включая Беттлс. В 1929 году Роберт Маршалл исследовал северное верховье Коюкук и дал название хребту Брукса — Гейтс-оф-те-Арктик.
В 1980 году решением Конгресса США 164-километровый участок северного верховья Коюкук получил заповедный статус: резерваты дикой природы Коюкук и Канути, а также заповедник дикой природы Коюкук.

## Притоки
Притоками являются реки Гисаса, Катия, Дабли, Хуслия, Хогаца, Индиан-Ривер, Канути, Алатна, Джон.

## Населённые пункты на реке
- Алатна;
- Аллакакет;
- Беттлс;
- Хуслия;
- Хьюс;
- Эвансвилл[8].

## Галерея

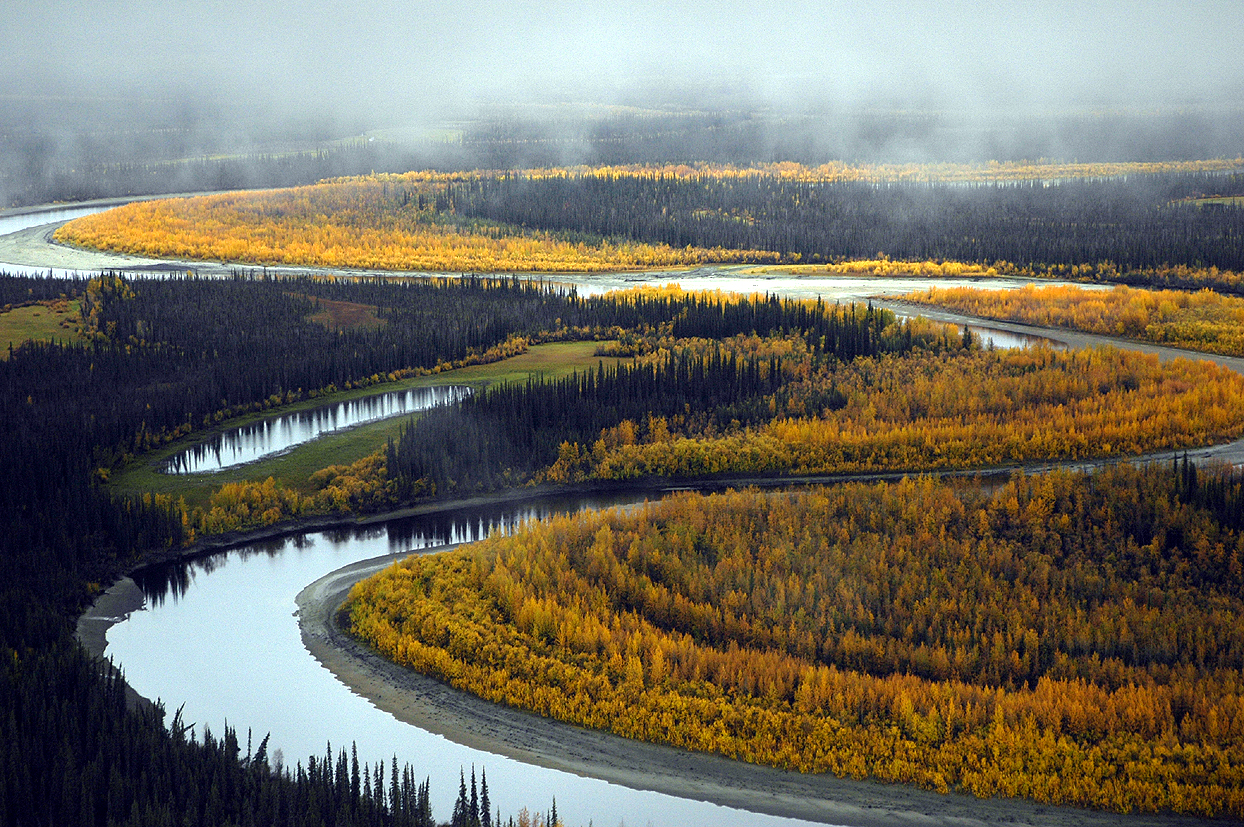
Южный рукав Коюкук
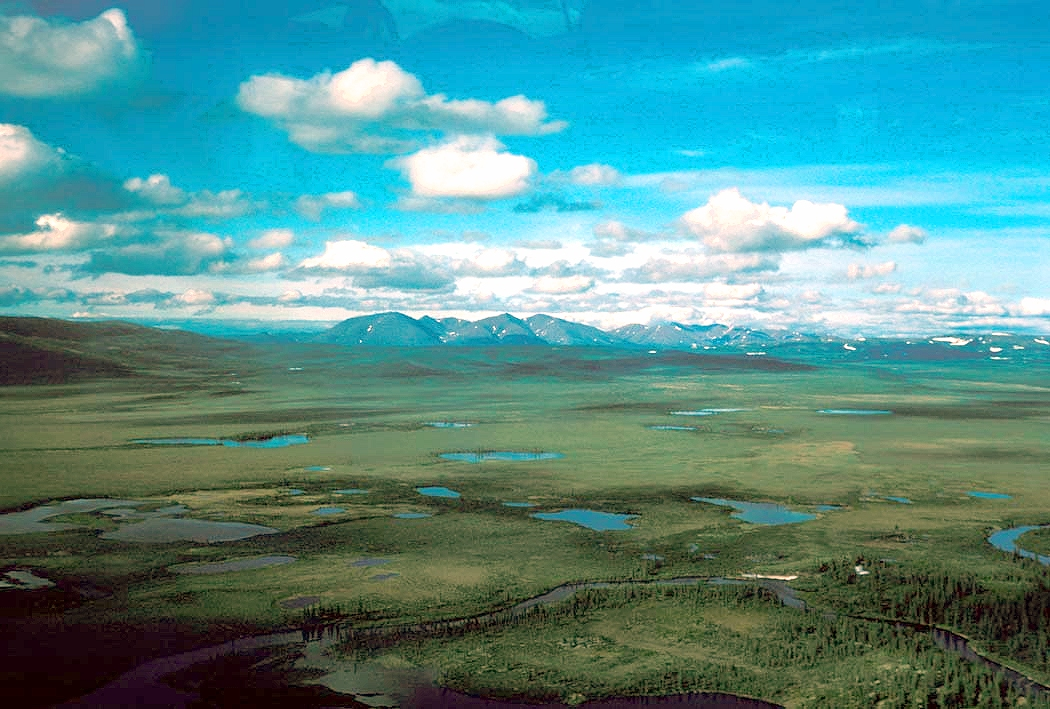
Река на территории национального резервата Коюкук
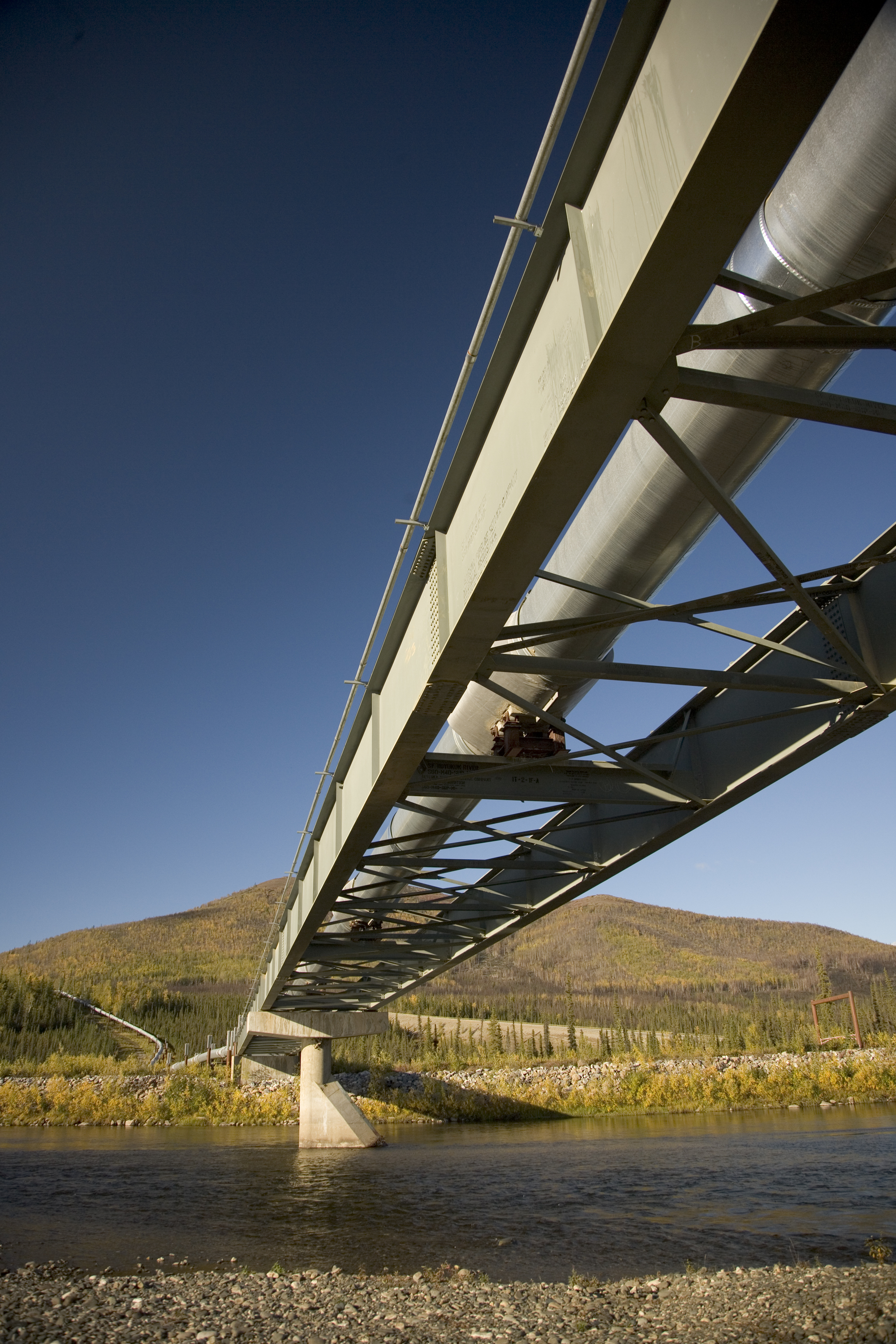
Трансаляскинский нефтепровод над Южным рукавом Коюкук